# Naturschutzgebiet Brandlberg
Das Naturschutzgebiet Brandlberg ist ein 40,77 Hektar großes Schutzgebiet in Bayern im Regensburger Stadtteil Brandlberg-Keilberg. Das Naturschutzgebiet liegt nördlich der Donau nordöstlich der Altstadt von Regensburg, westlich der Grünthaler Straße und der Brandlbergstraße. Das Schutzgebiet umfasst die Reste der ehemaligen Jurahänge mit Trockenflächen, die nach dem im 19. Jahrhundert begonnenen Abbau von Kalkstein übrig geblieben sind. Um 1980 wurde eine nochmalige Erweiterung des Abbaugebietes geplant. Das Vorhaben konnte nach heftigen öffentlichen Protesten und einer Kampagne des Bund Naturschutz in Bayern zur Erhaltung der betroffenen Biotopflächen gestoppt werden, obwohl die Kalkwerke unter Berufung auf alte Abbaurechte versucht hatten, die Kampagne mit einem Prozess vor dem Landgericht zu stoppen. 1992 und 1996 wurden Teile der umstrittenen Flächen mit 13,3 Hektar unter Naturschutz gestellt. Dabei handelt es sich um Gebiete mit Halbtrockenrasen und Heckenstrukturen am 416 m ü. NN hohen Brandlberg.
Eine gute Zugangsmöglichkeit zum Naturschutzgebiet bietet der sog. Tegernheimer Geopfad, ein Hohlweg, der 2009 eingeweiht wurde. Er beginnt in der Tegernheimer Kellerstraße und macht auch die Tegernheimer Schlucht zugänglich.
Nachdem Einsprüche der Kalkwerke gegen das Urteil vor Gericht erfolglos geblieben waren, schloss die Stadt Regensburg mit den Kalkwerken einen städtebaulichen Vertrag, über weiteren Kalkabbau in Gebieten, die außerhalb der unter Naturschutz gestellten Gebiete liegen. Biotope in diesen Gebieten gehen damit also verloren.